# Ayam Ketawa

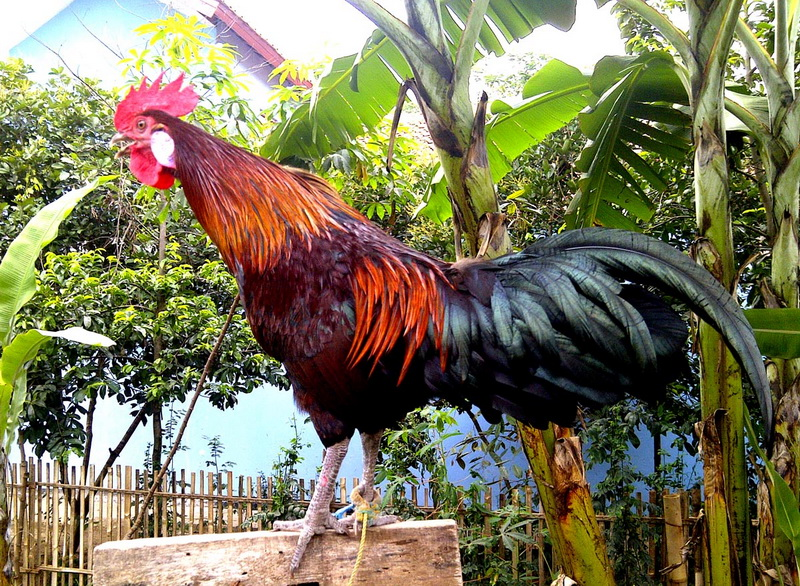
Một con gà cười

Gà cười Indonesia (Ayam Ketawa) hay gà Thần Tài hay gà Vua (Ayam Raja) vì chỉ các vị Vua Burgis mới được phép nuôi loài gà trống này, chúng là một giống gà có nguồn gốc từ Indonesia, những chú gà trống đặc biệt này không khác gì gà nhà bình thường, chỉ khi chúng cất tiếng gáy thì các ấy mới nhận ra được sự khác biệt. Thay vì tiếng gáy “ò ó o o o”, những con gà trống Indonesia lại phát ra âm thanh hệt như tiếng người cười.
Cũng vì thế mà chúng được đặt tên là “gà trống cười”. Giống gà trống này không tạo ra “tiếng cười” bẩm sinh mà phải qua quá trình huấn luyện đặc biệt. Vì thế mỗi người lại có cách huấn luyện riêng, nên mỗi con gà trống lại “cười” một điệu khác nhau. Gà trống cười thường được ăn thức ăn loại tốt nhất, ở trong chiếc lồng thật lớn, và trang trí lộng lẫy. Trong quá khứ giống gà này được coi là một biểu tượng quyền lực của gia đình hoàng gia “Bugis”. Hiện tại nó vẫn là biểu tượng của lòng dũng cảm, của địa vị xã hội và chủ nghĩa anh hùng về những tính chất biểu tượng.

## Lịch sử
Gà cười là một giống gà đặc hữu tại vùng Sidrap tỉnh Rappang phía nam đảo Sulawesi. Đây là một vùng đất khá thích hợp cho việc chăn nuôi các loại gia cầm. Gà tại vùng Sidrap rất khác những con gà tại vùng khác bởi tiếng gấy rất độc và lạ của chúng. Hầu hết gà ở vùng này được gọi là gà “Gaga” nhưng vì tiếng gáy của chúng khá giống tiếng cười của người nên thường được gọi là gà cười hay “Ayam Ketawa” trong tiếng Indonesia. Đa phần gà cười có xuất xứ từ vùng Sidrap đảo Sulawesi nhưng tại đảo Sumatra cũng có giống gà có tiếng gáy giống tiếng cười của người. Đa phần dân chơi gà cười Indonesia vẫn chủ yếu biết đến gà cười có xuất xứ Nam Sulawesi.
Trước năm 2000, ngoài người dân vùng Nam đảo Sulawesi thì rất ít người biết đến gà cười có chăng chỉ là nhưng người thích sưu tầm và đam mê gia cầm thực sự mới sở hữu giống gà này. Gà cười chỉ thực sự được công chúng biết đến rộng rãi từ năm 2000 khi chính quyền địa phương của tỉnh Rappang mang một vài con gà cười đến Jakarta để tham dự triển lãm, sau đó tổng thống có ghé qua và rất thích thú với giống gà này. Ngay lập tức hình ảnh tổng thống bên cạnh những chú gà cười được làn truyền rộng rãi trên các phương tiện thông tin đại chúng và thu hút được rất nhiều sự quan tâm của giới chơi gà lúc đó. Đây có thể coi là cột mốc lịch sử giúp quảng bá rộng rãi giống gà cười ra toàn quốc.
Hiện tại, hội thi gà cười của Tổng thống vẫn được tổ chức thường xuyên và được coi là một trong những chiếc Cup danh giá nhất trong làng gà cười Indonesia. Sau cú hích truyền thông gà cười nhanh chóng được phổ biến cho mọi tầng lớp người chơi chứ không chỉ giới hạn ở những tầng lớp giàu có hay có địa vị xã hội cao nữa. Hiện nay có rất nhiều cuộc thi gà cười tổ chức khắp mọi miền trên đất nước Indonesia và nó trở thành một nét văn hóa khá độc đáo và tao nhã. Sự phát triển quốc tế của gà cười được thai nghén từ năm 2009 khi một số nhà sưu tầm người Mỹ bằng cách nào đó đã đưa được một số trứng gà cười về nước và nhân giống thành công chúng.
Tuy nhiên do chưa hiểu về cách nhân giống và nghệ thuật chơi nên giới chơi gà ở Mỹ mới chỉ nuôi những con gà này như một thú vui mà chưa nâng tầm hay có một hệ thống phân loại để tổ chức một cuộc thi gà cười như tại Indonesia (đọc thêm về gà cười đi ra thế giới tại đây). Từ năm 2009 đến 2014 trong 5 năm đã có rất nhiều người nhân giống thành công gà cười tại các nước như Mỹ, Thái Lan, Bỉ, Hà Lan, Đức theo những gì chúng tôi nắm được và số lượng của chúng tăng lên một cách đáng kể. Nhìn về tổng quan gà cười (Ayam Ketawa) đã có lịch sử hàng trăm năm nhưng chỉ mới thực sự phổ biến tại Indonesia kể từ năm 2000 và bắt đầu đi ra thế giới từ năm 2009.

## Phổ biến
Ở Indonesia mọi tầng lớp đều có thể chơi, chứ không chỉ giới hạn ở những tầng lớp giàu có hay có địa vị xã hội cao. Hiện nay có rất nhiều cuộc thi gà cười tổ chức khắp mọi miền trên đất nước Indonesia và nó trở thành một nét văn hóa khá độc đáo và tao nhã. Gà cười Indonesia đang là một trào lưu rất mới của giới chơi sinh vật cảnh tại Việt Nam. Điều thú vị của loại gà này không phải ở hình dáng, màu lông hay chất lượng thịt mà ở tiếng gáy độc đáo của nó. Chơi gà cười hiện ở Việt Nam vẫn còn khá mới mẻ, nên giá mỗi nơi một khác. Tuy nhiên, nếu chơi gà nhập từ Indonesia về thì giá không dưới 10 triệu đồng/cặp. Còn loại đã ấp nở thuần ở Việt Nam thì giá dao động từ khoảng 3-5 triệu đồng/cặp.
Một con gà trống giống mới nở 1 ngày có giá bán khoảng 12 USD (tương đương 250K), trong khi con gà 3 tháng đã được bán với giá 59 USD (khoảng 1,2 triệu đồng). Nhưng, khi trưởng thành và cất được tiếng “cười”, con gà trống cười 9 tháng có giá trong khoảng 354 USD cho tới 590 USD (từ 7,1 triệu cho tới 12 triệu đồng). Gà trống cười được phân ra làm hai loại chính ở Indonesia, chúng khác biệt ở nhịp độ âm sắc của tiếng cười. Loại gà cười chậm có thể tạo ra 4 tới 12 tiếng cười mỗi lần cất tiếng gáy, ngược lại loài kia có tiếng cười nhanh như súng máy vậy. Thông thường, giống gà cười như tiếng súng có giá trị đắt hơn. Hằng năm, mỗi khu vực lại tổ chức cuộc thi Gà cười để chọn ra chú gà trống cười hay nhất, do các giám khảo bình chọn. Những con già chiến thắng có giá bán vài khoảng vài chục nghìn đô la.